# Stephan Kaußen
Stephan Kaußen (* 1969 in Aachen) ist ein deutscher freier Journalist, Hochschuldozent und Moderator sowie Verfasser von Sachbüchern zu politischen Themen. Er ist außerdem auf dem Gebiet südafrikanischer Zeitgeschichte und Politik tätig.

## Leben
Kaußen arbeitet seit seinem 18. Lebensjahr als Journalist. Er studierte Politikwissenschaften, Geschichte und Internationale Zusammenarbeit an der RWTH in Aachen, wo er 2003/4 mit einer Dissertation zum Versöhnungsprozess Südafrikas unter Nelson Mandela promovierte.
Seit 2001 ist er bei dem Radiosender WDR 2 Live-Reporter in der Fußball-Bundesliga, Champions League und Europa League, beim Tennis, Eishockey und in der Leichtathletik. Seit Oktober 2010 hat Kaußen zusätzlich eine Professur für Sport- und Politikjournalismus an der privaten Hochschule Macromedia in Köln inne.
Er war Mitinitiator der „Partnerschaft mit Kick 2006-2010“ (InWEnt, GIZ), die eine breite Expertise deutscher Fachleute für die Fußball-WM in Südafrika nutzbar machte.
Kaußens Spezialgebiete sind die internationale Politik, Südafrika und der Sport. „Gesellschaftliche Entwicklung durch Sport“ ist ein Hauptmotiv seiner Beschäftigung mit internationalen Großereignissen im Sport, „Humanismus“ und „Altruismus“ stehen im Mittelpunkt seiner Lehrtätigkeiten.
Kaußen moderierte bei Fan-Festen diverser Fußball-Welt- und Europameisterschaften (etwa in Berlin 2010, Hamburg 2008), in der südafrikanischen Botschaft (u. a. mit Desmond Tutu) oder als Veranstaltungsmoderator im Rahmen zahlreicher Firmen- (Telekom Berlin 2009), Kunst-, Messe-, Sport- oder Vereinsveranstaltungen.
Sein Buch Europas Zeitenwende (2015) beschäftigt sich mit der europäischen Flüchtlings- und Systemkrise. Es diskutiert in historischer Herleitung den aktuellen Rückfall in nationale Reflexe. Zudem kritisiert er die BWLisierung und RTLisierung der westlichen Gesellschaft, also einen zunehmenden Egoismus und eine Banalisierung von Medien und Konsumenten. Es folgten ein Buch zu den ökologischen und ökonomischen Konsequenzen der Corona-Pandemie, Wir verhungern mit vollen Mägen. Zeit für einen ökologischen Humanismus? (2020) sowie 2022 Demokratie am Abgrund. Vom Ende der Normalität. Sein Werk Moraldilemma – Der Westen und die Autokraten erschien ebenfalls 2022. Es befasst sich mit den Konsequenzen der kriegerischen Handlungen Russlands gegenüber der Ukraine, aber auch mit den Drohungen der Chinesen gegenüber Taiwan.

## Veröffentlichungen (Auswahl)
- Zehn Jahre nach der Apartheid. SWP, Berlin 2004
- Von der Apartheid zur Demokratie. Westdt. Verlag, Wiesbaden 2004
- Ende des Regenbogens. Ist der Traum von Afrikas größtem Hoffnungsträger bereits geplatzt? in: Brockhaus perspektiv / wissenmedia, Gütersloh/München 2012
- Denkanstöße aus anderer Perspektive. Ein Skizzenbuch aus Malerei und Essays zum Zustand unserer Zeit (mit Ralf Metzenmacher) Edition Hamouda, Leipzig 2013
- 20 Jahre Freiheit. Mandelas Südafrika. Vision oder Wirklichkeit?. Edition Hamouda, Leipzig 2014
- Europas Zeitenwende: Strukturelle Macht als Bumerang des Westens. Canim Verlag, Nürnberg 2015
- mit Christian Nürnberger: Nelson Mandela. Gabriel Verlag, Stuttgart 2018
- Wir verhungern mit vollen Mägen: Zeit für einen Ökologischen Humanismus? Canim Verlag, Nürnberg 2020
- Zeitenwende. Ausbruch der neuen Welt-Ordnung L'Epistula Verlag, Januar 2022
- Demokratie am Abgrund? Vom Ende der Normalität L'Epistula Verlag, März 2022
- Moral-Dilema. Der Westen und die Autokraten L'Epistula Verlag, Oktober 2022
- Freiheit mit Narben. Mein Weg von Rechts nach Überall Als Co-Autor von Philipp Burger, Kampenwand Verlag 2023